# Ирвин, Джеймс Дикинсон
Джеймс Дикинсон «Дик» Ирвин младший (англ. James Dickinson «Dick» Irvin, Jr (II); 19 июля 1892 — 16 мая 1957) — профессиональный канадский хоккеист и тренер, играл на позиции центрального нападающего. Выступал в PCHA, WCHL и НХЛ с 1916 по 1928 год. Завершил карьеру из-за хронических травм. Один из выдающихся игроков своего времени, отличавшийся жёсткой, но в то же время корректной игрой. В 1958 году был избран в Зал хоккейной славы.
Завершив карьеру игрока, показал себя прекрасным тренером, руководя «Чикаго Блэкхокс», «Торонто Мейпл Лифс» и «Монреаль Канадиенс». Выиграл один Кубок Стэнли с «Торонто» и три с «Монреалем». В качестве тренера одержал более 600 побед в НХЛ.
В годы Первой мировой служил в канадской армии.

## Биография

### Детство
Родился в Гамильтоне, Онтарио, в семье мясника. Был одним из десяти детей в семье — у него было пять братьев и четыре сестры. Два брата умерли в младенчестве, сёстры умерли от туберкулёза в детском возрасте. Когда Дику было восемь лет, его семья переехала в Виннипег.
С детства начал играть в хоккей, следуя примеру старшего брата Алекса. Отец заливал для сыновей каток во дворе дома. Дик также обустроил на чердаке место для отработки бросков.
В Виннипеге он и начал свою карьеру, когда ему было 12 лет.
Также Ирвин хорошо играл в бейсбол, которым занимался со своими братьями Алексом и Джорджем, и в кёрлинг.

### Карьера
Профессиональную карьеру Ирвин начал в 1916 году в составе «Портленд Роузбадс», выступавшего в PCHA. В первом сезоне за клуб он забросил 35 шайб, показав четвёртый результат среди новичков.
В августе 1917 года, перед стартом следующего сезона, канадское правительство ввело воинскую повинность и в ноябре Ирвин был призван в армию. В мае 1918 года он прибыл в Англию, а в августе его часть была переброшена во Францию. В ноябре 1918 года война завершилась и в 1919 году Ирвин вместе с другими демобилизованными солдатами вернулся в Галифакс.
В качестве любителя Ирвин на протяжении трёх сезонов играл за команду «Реджайна Викториас». В 1921 году он возобновил профессиональную карьеру в составе «Реджайна Кэпиталз», выступавшей в WCHL. В 1926 году, когда ему было уже 34 года, он попал в НХЛ, заключив контракт с только созданной командой «Чикаго Блэкхокс».
В «Чикаго» он стал первым капитаном в истории команды и провёл отличный сезон, став вторым в Лиге среди бомбардиров. Команда стала самой забивающей в НХЛ, ведомая Ирвином и Бейбом Даем. Второй сезон в составе Блэкхокс был омрачён тяжёлой травмой — Ирвин получил перелом черепа. Итогом травмы стало завершение игровой карьеры по окончании сезона 1928/29.
В 1930 году Ирвин возглавил «Блэкхокс» в качестве главного тренера. В первом сезоне у руля команды он вывел команду в плей-офф, одержав 24 победы в регулярном чемпионате при 17 поражениях и 3 ничьих. В 1931 году «Чикаго» дошёл до финала Кубка Стэнли, в котором уступил, и в сентябре Ирвин был уволен.
В ноябре 1931 года Ирвин был приглашён на пост главного тренера «Торонто Мейпл Лифс». В первый же сезон команда завоевала Кубок Стэнли. В дальнейшем Ирвин ещё шесть раз выводил команду в финал, но так и не сумел выиграть ещё хотя бы один трофей. По завершении 1939/40 Ирвин оставил свой пост.
Почти сразу же Ирвин получил предложение возглавить «Монреаль Канадиенс». Много времени на перестройку команды ему не понадобилось и в первый же сезон он вывел команду в плей-офф. В четвёртом сезоне у руля «Монреаля» он привёл клуб к победе в Кубке Стэнли — первой из трёх. В составе «Канадиенс» блистали Элмер Лак, Даг Харви, Билл Дёрнан и молодой Морис Ришар.
Ирвин возглавял команду-династию до сезона 1954/55. В финале плей-офф «Канадиенс» уступили «Детройт Ред Уингз» со счётом 3:4 и Ирвин ушёл с поста главного тренера.
На следующий год он вновь возглавил «Блэкхокс», но не смог реанимировать команду, которая за последние десять лет лишь один раз пробилась в плей-офф. В сезоне 1955/56 «ястребы» заняли последнее место в регулярном чемпионате. Ирвин должен был руководить командой и в следующем сезоне, но вскоре ему был поставлен диагноз рак. Через несколько месяцев Дик Ирвин умер в возрасте 64 лет.
Годом позже Ирвин был избран Зал хоккейной славы. За карьеру главного тренера он одержал 692 победы в регулярном чемпионате — результат превзойдённый только Элом Арбором и Скотти Боумэном.